# グリーンウォッシング

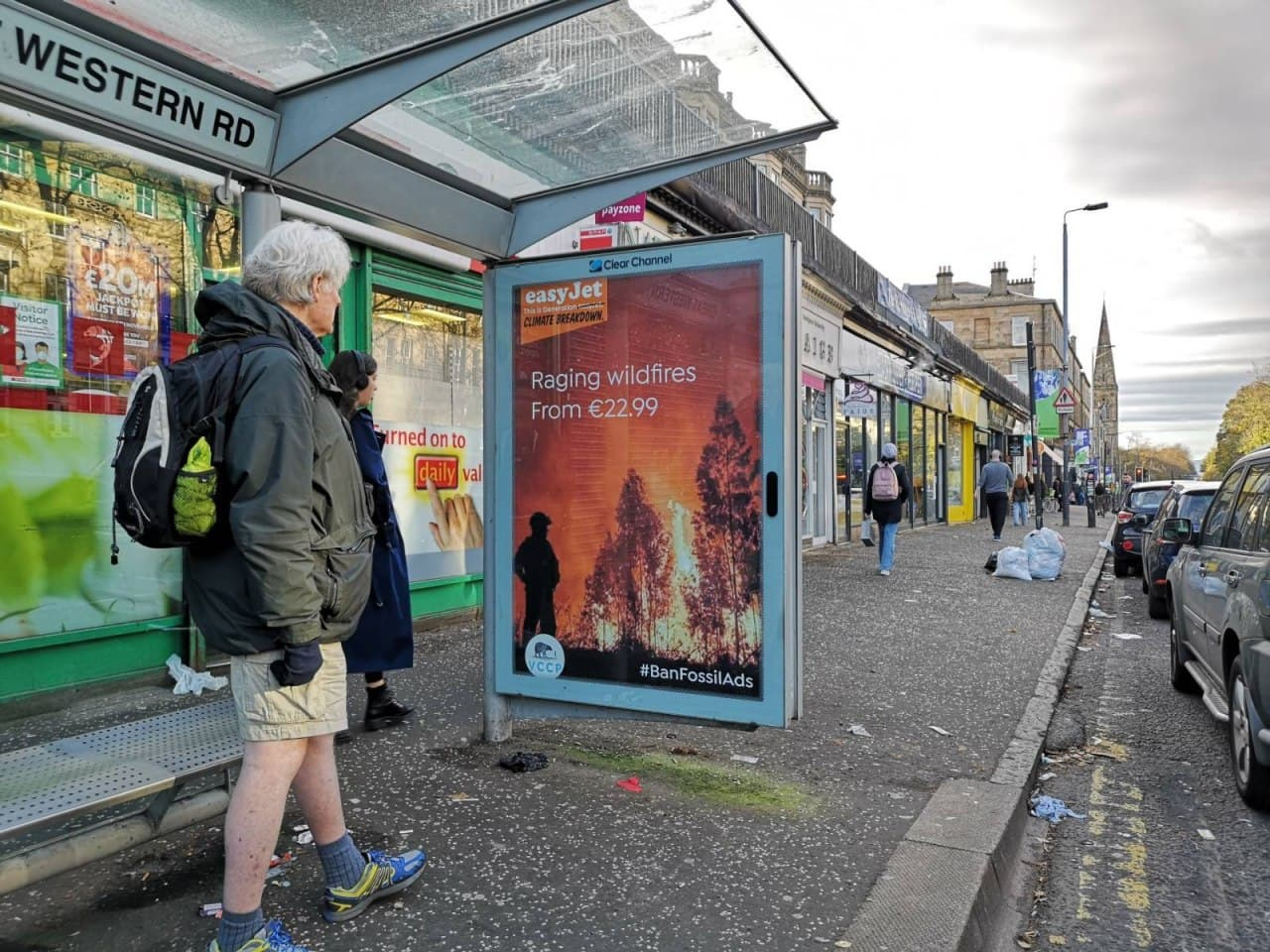
グリーンウォッシングに抗議する看板。

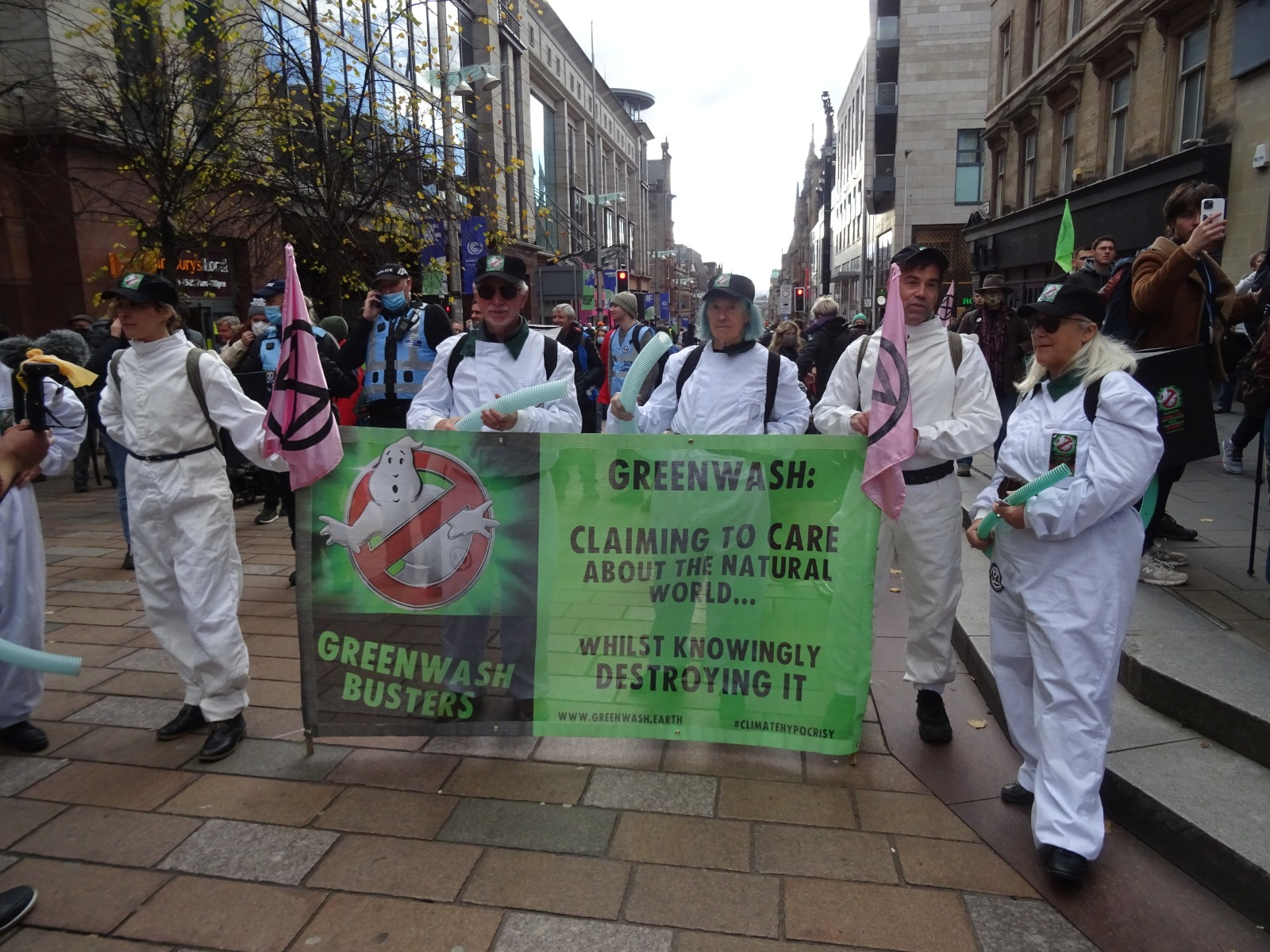
航空会社への抗議運動

グリーンウォッシング（英: greenwashing）は、環境配慮をしているように装いごまかすこと、上辺だけの欺瞞（ぎまん）的な環境訴求を表す。
安価な”漆喰・上辺を取り繕う"という意味の英語「ホワイトウォッシング」とグリーン（環境に配慮した）とを合わせた造語である。上辺だけで環境に取り組んでいる企業などをグリーンウォッシュ企業などと呼ぶ場合もある。
従来、環境NGOなどで批判的文脈で使用されてきたほか、2020年代には国際連合にグリーンウォッシュ排除のための専門家グループが設置され、欧州連合でグリーンウォッシングが禁止され、また増加する社会的責任投資にかかわる問題として公共の分野でも重要な概念となっており、気候危機意識の向上につれてその規制や監視が年々厳格になってきている。

## 概要
CSR報告書に関係の無い緑の写真を使うなど、エコなイメージを流布する行為を揶揄した言葉。
グリーンウォッシュは1980年代半ばから、欧米の環境活動家を中心に指摘され始めた。「環境に優しい」「地球に優しい」「グリーンな製品」などというそれ自体根拠のない言語表記がある商品を、環境意識が高い消費者が選択することを狙い、消費者に誤解を与えるような訴求を行っている商品に対し、グリーンウォッシュ商品と名づけられる。80年代後半から90年代にかけては、森林や海洋の写真を使った広告キャンペーンにより安易にグリーンな印象付けを行おうとしていたが、現在のグリーンウォッシュはさらに狡猾なものとなっている。イメージ先行のものから、実績アピール型に移行しており、CSR報告書なども、グリーンウォッシュのツールの一つに用いられている場合もある。
偽る方法として以下のようなパターンがある。
- 根拠や証拠がないか曖昧、空言（例：100%天然を打ち出しているが、自然に存在する砒素などの定量的な評価がない）
- 無関係な事実を自社実績とする（例：CFCの使用禁止が遥か以前に決定しているにもかかわらず、CFC未使用を謳う）
- 不利な情報を隠蔽する（例：危険物質を含む「省エネ」家電）
- 意図的により悪いものと比較する

また、企業がCSR報告書はエコ商品を発表する際は、グリーンウォッシュなものにならないよう事業者自身が配慮する必要があるとの専門家の指摘がある（外部リンク参照）。

## グリーンウォッシングの見抜き方
グリーンウォッシングを行っているかもしれない企業を見抜くには様々な方法がある。商品を購入する時にそれが本当に自然にやさしいものなのか、それとも単なる広告であるのかを見抜くために考慮すべきことは次のようなことである。
- 科学的な事実が欠如していないか。
- 「炭素強度」、「持続可能な発展」、「カーボンオフセット」、「クリーンテクノロジー」などのような言葉が混乱するほどにうるさく使われていないか[7]。これらの用語は消費者が商品を調査しようとするのに対して注意をそらすために使われているかもしれない。
- 商品に貼ってあるシールや環境に関するラベルを見てみる。信用できるラベルもあるが、規制されておらず、環境にやさしくなくても貼れる場合もある。
- 一般的な感覚をもつ。もし、主張が正しくないと感じたならば、その通りなのかもしれない。
- 商品をより自然にやさしいものにすることによって、実際にはより環境を汚染している企業に注意しよう。例えば、エネルギー効率のよい電球はエネルギーを節約するが、責任を持って製造し正確にリサイクルされなければ環境への負荷は貢献した分よりも大きくなってしまう。
- 緑の絵や自然の写真などは、商品が自然にやさしいとほのめかすためだけに使われうる。その写真自体はその商品の環境負荷が小さいという意味はなんら持たない。
- 見当違いの主張に注意する。主に企業が小さなひとつの環境にやさしい特性を強調するとき、企業や商品の他の部分は環境にやさしくはないかもしれない。

これらは商品を購入したりTVで広告を見たときに、それがグリーンウォッシングなのかを見抜く簡単な方法であるが、もしある企業がグリーンウォッシングを行っているのではないかと感じた時にもっともよい方法は単純に何らかの調査をしてみることである。
脚注を参照。

## グリーンウォッシングとみなされている例
グリーンウォッシングまたはそれが疑われる主張は様々な産業に少なからず蔓延しており、不公正な市場を形作り、気候変動対策の障害となっている。欧州委員会の2020年の調査によれば、様々な業種の環境に関する150件の主張のうち、53.3%は誤解を招く可能性があり、40%は根拠に欠いた。オーストラリア競争・消費者委員会の2023年の調査によれば、様々な業種の247社のうち、57%の企業が環境に関する疑わしい主張をおこなっており、特に化粧品、アパレル、食品の分野で問題が多くみられた。国連が引用する環境NGOの2021年の報告によれば、ヨーロッパにおける大手ファッション業者の持続可能性に関する主張の60%は、根拠がなく、誤解を招く内容のものであった。
- 自然に対する影響を減らそうという配慮がなされていなくても、多くの食品は自然にやさしいと思わせるようなパッケージがしてある[13][14][15]。
- 2009年にヨーロッパのマクドナルドはロゴの色を黄色と赤から黄色と緑に変えた[16]。
- ガーディアンの掲載されたフレッド ピアスのコラムによれば、クリーンコール（英語版）は究極の気候変動の矛盾語法であり、完全なグリーンウォッシングであると彼は語っている[17]。
- イギリスの広告基準協議会は、スズキやセアト、トヨタ/レクサスなど乗り物について間違った主張をする自動車メーカーに対するいくつかの不平を支持した。[18][19][20][21][22]
- 英国の自動車番組｢トップ・ギア｣は時折エコカーが必ずしもエコではないと主張している。極端な例として以下がある。
  - ｢エコカーよりエコドライブが大切｣ということを主張する目的で、｢専用サーキットでスポーツ走行をするトヨタ・プリウスの後ろをBMW・M3が追従する｣という実験を行った。プリウスの燃費はM3よりも悪い数値(10km/Lを大きく割り込んだ)となってしまい、｢ユーザーの使用実態に合っていないとエコカー本来の性能は期待できない｣点を浮き彫りにした。
  - 電気自動車(テスラ・ロードスター)に対しても｢充電に必要な電気を作る際の環境負荷は?｣と突っ込んだ。さらに航続距離についても(サーキット走行であるとは言え)メーカー公称値の340kmとはあまりにかけ離れている88kmにとどまった。
- キンバリー・クラーク（英語版）はおむつやおしりふきの製品パッケージに「ピュア＆ナチュラル」や「植物由来」といった文言を表記したが、実際の根拠が曖昧とされ、訴訟も起こった[23][24]。これらの製品では外側のみに有機栽培の綿が使用されていたり、素材の由来が不詳であったり、多くの合成素材も用いられているとされ、訴訟では連邦取引委員会のグリーンガイド（英語版）からの逸脱が指摘されている。
- 日本政府と米国の木質ペレット製造企業のエンビバがグリーンウォッシュを行っていると批判された。米国の環境団体によるもので、日本政府が環境に優しい再生エネルギーとして調達している木質ペレットの製造や輸送に大量のCO2が使用され、また原材料である木質バイオマスの確保のために天然林や湿地などが破壊されており、また現地住民の間で公害問題が発生していると訴えられている。[25]
- 国際連合事務総長のアントニオ・グテーレスは、化石燃料業界が広告キャンペーンなどを通じてグリーンウォッシングをおこなっていると非難し、各国政府に化石燃料業界の広告の禁止を、広告業界に化石燃料業界との関係解消を求めた[26]。有名な大手メディアもその対象となっているが、2024年時点ではガーディアン、Vox Media、ル・モンドなどの限られたメディアが化石燃料の広告禁止を実施している[27]。

## グリーンウォッシングに対する反感
個人や団体がグリーンウォッシングを減らすために、それを公にさらすことができる。オーストラリアのCHOICEはグリーンウォッシングであるという主張を報告する機会を提供している。オレゴン大学によって考えられたグリーンインデックスによって、グリーンウォッシングを評価することが可能になった。国際的な環境保護団体であるグリーンピースには、グリーンウォッシングの主張を評価することが可能なブログがある。グリーンウォッシングのブログは主張の真実でない部分を明らかにするために存在する。